# Семнадцатое правительство Израиля
Семнадцатое правительство Израиля (ивр. ממשלת ישראל השבע עשרה‎) было сформировано Ицхаком Рабином 3 июня 1974 года, после ухода в отставку Голды Меир 11 апреля и избрания Рабина лидером партии Авода 26 апреля. Это был первый случай, когда израильское правительство возглавил коренной израильтянин (хотя Рабин родился в период британского мандата в Палестине, до обретения независимости в 1948 году).
Правительство было коалиционным, но опиралось на поддержку только 61 депутата Кнессета из 120 (фракции Маарах, МАПАМ, две аффилированные партии израильских арабов — Прогресс и развитие и Арабский список для бедуинов и крестьян, Партия независимых либералов, и Рац). Это была первая в израильской политической истории правительственная коалиция, не включавшая религиозной партии. Это состояние продолжалось до 30 октября, когда к коалиции присоединилась МАФДАЛ, в результате чего коалиция получила поддержку 71 депутата Кнессета, но 6 ноября из коалиции вышла партия «Рац». При формировании правительства, Рабин упразднил пост министра развития.
Правительство было распущено Рабином 22 декабря 1976 года после того, как представители МАФДАЛ воздержались от голосования в отношении очевидного нарушения субботы во время церемонии на базе израильских ВВС. Все министры от МАФДАЛ ушли в отставку 22 декабря, и правительство работало без них в статусе временного правительства до формирования восемнадцатого правительства после выборов в Кнессет 1977 года. Однако после политического скандала с тайным банковским счётом И.Рабина и его жены Рабин объявил 6 апреля 1977 года, что уходит в отставку. Министр обороны Шимон Перес был единогласно избран его преемником. Поскольку израильское законодательство запрещает уходить в отставку главе временного правительства, Перес исполнял обязанности премьер-министра неофициально.

## Состав правительства
| Должность                                | Имя, фамилия                                      | Партийная принадлежность                                |
| ---------------------------------------- | ------------------------------------------------- | ------------------------------------------------------- |
| Премьер-министр                          | Ицхак Рабин                                       | Маарах                                                  |
| Заместитель премьер-министра             | Игаль Алон                                        | Маарах                                                  |
| Министр сельского хозяйства              | Аарон Уцан                                        | Не был депутатом Кнессета 1                             |
| Министр связи                            | Ицхак Рабин (до 20 марта 1975)                    | Маарах                                                  |
| Министр связи                            | Аарон Уцан (с 20 марта 1975)                      | Не был депутатом Кнессета 1                             |
| Министр обороны                          | Шимон Перес                                       | Маарах                                                  |
| Министр образования и культуры           | Аарон Ядлин                                       | Маарах                                                  |
| Министр финансов                         | Иешуа Рабинович2                                  | Маарах                                                  |
| Министр иностранных дел                  | Игаль Алон                                        | Маарах                                                  |
| Министр здравоохранения                  | Виктор Шем-Тов                                    | Не был депутатом Кнессета 1                             |
| Министр строительства                    | Абрахам Офер (до 3 января 1977)3                  | Маарах                                                  |
| Министр строительства                    | Шломо Розен (с 16 января 1977)                    | Не был депутатом Кнессета 1                             |
| Министр абсорбции                        | Шломо Розен                                       | Не был депутатом Кнессета 1                             |
| Министр информации                       | Аарон Ярив                                        | Маарах                                                  |
| Министр внутренних дел                   | Шломо Хилель (до 29 октября 1974)                 | Маарах                                                  |
| Министр внутренних дел                   | Йосеф Бург (29 октября 1974 — 22 декабря 1976)    | МАФДАЛ                                                  |
| Министр внутренних дел                   | Шломо Хилель (с 16 января 1977)                   | Маарах                                                  |
| Министр юстиции                          | Хаим Йосеф Цадок                                  | Маарах                                                  |
| Министр труда                            | Моше Барам                                        | Маарах                                                  |
| Министр внутренней безопасности          | Шломо Хилель                                      | Маарах                                                  |
| Министр по делам религий                 | Хаим Йосеф Цадок (до 29 октября 1974)             | Маарах                                                  |
| Министр по делам религий                 | Ицхак Рафаэль (30 октября 1974 — 22 декабря 1976) | МАФДАЛ                                                  |
| Министр по делам религий                 | Хаим Йосеф Цадок (с 16 января 1977)               | Маарах                                                  |
| Министр туризма                          | Моше Коль                                         | Не был депутатом Кнессета4                              |
| Министр торговли и промышленности        | Хаим Бар-Лев                                      | Не был депутатом Кнессета2                              |
| Министр транспорта                       | Гад Якоби                                         | Маарах                                                  |
| Министр социального обеспечения          | Виктор Шем-Тов (до 29 октября 1974)               | Не был депутатом Кнессета1                              |
| Министр социального обеспечения          | Мишель Хасани (30 октября 1974 — 2 июля 1975)5    | МАФДАЛ                                                  |
| Министр социального обеспечения          | Ицхак Рабин (7 июля 1975 — 29 июля 1975)          | Маарах                                                  |
| Министр социального обеспечения          | Йосеф Бург (29 июля 1975 — 4 ноября 1975)         | МАФДАЛ                                                  |
| Министр социального обеспечения          | Зеевун Хаммер (4 ноября 1975 — 22 декабря 1976)   | МАФДАЛ                                                  |
| Министр социального обеспечения          | Моше Барам (с 16 января 1977)                     | Маарах                                                  |
| Министр без портфеля                     | Шуламит Алони (до 6 ноября 1974)                  | Рац                                                     |
| Министр без портфеля                     | Исраэль Галили                                    | Маарах                                                  |
| Министр без портфеля                     | Гидеон Хауснер                                    | Не был депутатом Кнессета4                              |
| Заместитель министра сельского хозяйства | Джабер Муади (с 24 марта 1975)                    | Маарах Прогресс и развитие Объединённый арабский список |
| Заместитель министра связи               | Джабер Муади (до 24 марта 1975)                   | Маарах                                                  |
| Заместитель министра связи               | Элияху Мойял (с 24 марта 1975)                    | Маарах                                                  |

1 Хотя Розен, Шем-Тов и Уцан не были депутатами Кнессета в тот момент, ранее они были депутатами по списку Маарах.
2 Бар-Лев и Рабинович не были депутатами в то время, они были позже избраны в Кнессет по списку Маарах.
3 Офер покончил жизнь самоубийством после дела Ядлина.
4 Коль и Хауснер были избраны в Кнессет по списку независимых либералов, но сдали депутатские мандаты после того, как были назначены в состав кабинета.
4 Умер в должности.